# Ốc biển

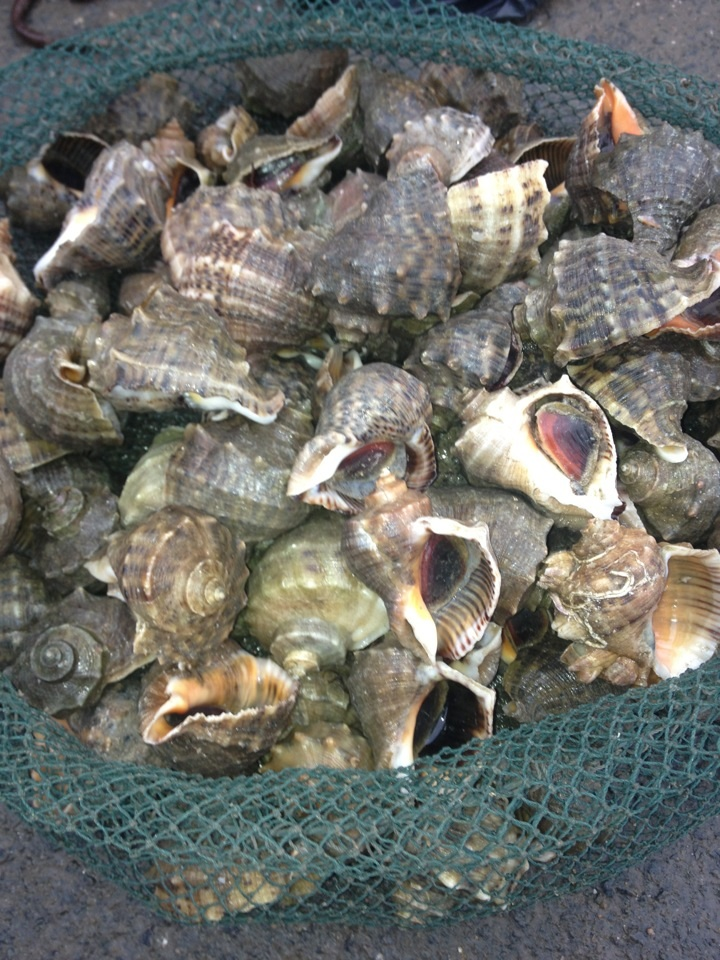
Ốc biển

Ốc biển là một tên gọi chỉ chung cho các loài ốc thường sống trong môi trường nước mặn, nói cách khác động vật thân mềm sống ở biển. Lớp phân loại Gastropoda cũng bao gồm ốc sống trong môi trường sống khác, chẳng hạn như ốc sên đất và ốc nước ngọt. Nhiều loài ốc biển có thể ăn được và được khai thác, thu hoạch như các nguồn thực phẩm của con người.
Ốc biển là loài chân bụng ở biển có vỏ. Những loài chân bụng biển không có vỏ, hoặc chỉ vỏ bên trong, được gọi bằng tên khác nhau như thông thường khác, bao gồm cả sên biển, thỏ biển, loài thân mềm, vv. Sự đa dạng về mặt sinh học trong các loài ốc biển là rất lớn. Tổng quát về nuôi, sinh sản, môi trường sống, hoặc những đặc điểm khác của ốc biển là không thể. Thay vào đó, chỉ có thể đánh giá qua từng chi, học...

## Độc tố
Nhiều loài ốc biển có thể mang độc tố, độc tố trong ốc biển có thể gây dị ứng, thậm chí ngộ độc tối cấp, nguy kịch cho người bệnh đặc biệt là vào đầu mùa. Tại Brunei, có năm trẻ em đã chết sau khi ăn ốc trám (hay còn gọi là ốc ôliu). Tại Đài Loan, 17 nạn nhân ngộ độc (một người tử vong) sau khi ăn món xào chế biến từ loài ốc bùn ca tút (Nassarius castus) và ốc bùn hình nón (N. conoides), Ở Việt Nam từng có 11 người phải nhập viện vì ăn ốc ruốc độc và ốc gạo. Người ta cũng đã tạo ra một loại thuốc giảm đau cực mạnh, hơn cả moóc phin từ nọc độc của loài ốc nón dưới biển.
Một số loài ốc chỉ độc ở bộ phận nhất định (thường là tuyến nước bọt), việc ngộ độc với các loài này là do con người không loại bỏ phần độc trước khi ăn, nhưng cũng có những loài ốc luôn luôn độc và hết sức nguy hiểm đến tính mạng, có một số loài ốc biển thông thường không hề gây ngộ độc cho con người, nhưng đột nhiên trong thời điểm nào đó lại trở nên độc. Tùy từng loài ốc, bản chất độc tố có thể là saxitoxin (độc tố vi tảo tích lũy trong các sinh vật hai mảnh vỏ, một số loài cua rạn...), hoặc tetrodotoxin (độc tố cá nóc, mực đốm xanh hay con so...).

## Các loài ốc độc
Có ít nhất ba loài ốc cối (Conus) chứa độc tố dưới dạng nọc độc (venom) có khả năng gây chết người. Trong đời sống tự nhiên, ốc cối sử dụng độc tố làm vũ khí săn mồi, có khả năng gây tê liệt con mồi trong thời gian rất nhanh. Song độc tố này bị bất hoạt ở nhiệt độ cao nên không gây ra ngộ độc thực phẩm. Ốc nón, loài sinh vật thường cư trú ở những vùng biển ấm và nhiệt đới, sử dụng nọc độc cực mạnh của chúng để làm tê liệt con mồi. Nọc độc của ốc nón chứa hàng trăm protein tí hon, gọi là conotoxin, được phát hiện có tác dụng làm mất cảm giác đau ở người.
Có nhiều loài ốc khác được ghi nhận là nguyên nhân của các vụ ngộ độc như ốc mặt trăng (turban), ốc đụn (the top of shells), ốc tù và (trumpet shells), ốc hương Nhật Bản (ivory snails), ốc trám (oliva), ốc bùn ca tút (Nassarius castus) và ốc bùn hình nón (N. conoides). Độc tố trong các loài ốc mặt trăng, ốc đụn và ốc trám đã được xác định là saxitoxin. Trong khi đó, độc tố của ốc tù và (Charronia sauliae), ốc hương Nhật Bản (Babylonia japonica), ốc tù và gai miệng đỏ (Tutufa lissostoma), ốc bùn (Niotha, Zeuxis), ốc ngọc (Natica và Polinices didyma) là tetrodotoxin.
Ốc nón Conus geographus có thể phóng ra một loại chất độc đủ cho 10 cá thể tê liệt ngay tại chỗ. Tuy không trực tiếp tấn công con người nhưng nếu ai vô tình chọc tức chúng, ốc nón sẽ tự vệ bằng cách chĩa mũi tên chứa nọc độc vào đối thủ. Nọc độc của ốc nón cực mạnh và phức tạp, gọi chung là conotoxins là loại độc tố mạnh nhất thế giới trong dung dịch có chứa hỗn hợp chất độc thần kinh và một thành phần của insulin. Khi tiếp cận con mồi, ốc nón sẽ phóng ra một lưỡi móc, chích và làm tê liệt chúng. Chất độc cực mạnh này sẽ gần như ngay lập tức khiến nạn nhân tê liệt, run lẩy bẩy, tím tái, mắt mờ và ngừng thở chỉ sau vài giờ đồng hồ.

## Khuyến cáo
Để đề phòng ngộ độc do ốc biển, có khuyến cáo cho rằng không nên ăn các loài ốc biển lạ. Đối với các loại ốc biển khi sử dụng làm thức ăn đều phải sơ chế, chế biến bảo đảm an toàn: ngâm, thả vào môi trường để kích thích đào thải hết cặn bã, chất tiết trong ruột, tuyến bọt (nước muối nhạt, nước vôi nhạt, dấm ăn), rửa sạch bằng nước sạch, để ráo nước, đun chín kỹ và ăn ngay sau khi chế biến. Không ăn sống, ăn tái không qua sơ chế, vệ sinh sạch sẽ ốc.
rất nhanh. Song độc tố này bị bất hoạt ở nhiệt độ cao nên không gây ra ngộ độc thực phẩm.
Chọn mặt ốc để "né"
"Tuyệt đối không ăn những loài nghi ngờ có độc hay chưa được kiểm chứng an toàn thực phẩm"
Một số loài ốc chỉ độc ở bộ phận nhất định (thường là tuyến nước bọt). Sở dĩ dẫn đến ngộ độc với các loài này là do con người bất cẩn, không loại bỏ phần độc trước khi ăn. Nhưng cũng có những loài ốc luôn luôn độc và hết sức nguy hiểm đến tính mạng nếu chúng ta vô tình ăn chúng.
Đáng lưu ý là có một số loài ốc biển thông thường không hề gây ngộ độc cho con người, nhưng đột nhiên trong thời điểm nào đó lại trở nên độc mà chúng ta chưa thể biết nguyên nhân. Gần đây, khá nhiều loài ốc được ghi nhận là nguyên nhân của các vụ ngộ độc như ốc mặt trăng (turban), ốc đụn (the top of shells), ốc tù và (trumpet shells), ốc hương Nhật Bản (ivory snails), ốc trám (oliva)... Tại Brunei, năm trẻ em đã chết sau khi ăn ốc trám (hay còn gọi là ốc ôliu). Tại Đài Loan, 17 nạn nhân ngộ độc (một người tử vong) sau khi ăn món xào chế biến từ loài ốc bùn ca tút (Nassarius castus) và ốc bùn hình nón (N. conoides).
Tùy từng loài ốc, bản chất độc tố có thể là saxitoxin (độc tố vi tảo tích lũy trong các sinh vật hai mảnh vỏ, một số loài cua rạn...), hoặc tetrodotoxin (độc tố cá nóc, mực đốm xanh hay con so...). Độc tố trong các loài ốc mặt trăng, ốc đụn và ốc trám đã được xác định là saxitoxin. Trong khi đó, độc tố của ốc tù và (Charronia sauliae), ốc hương Nhật Bản (Babylonia japonica), ốc tù và gai miệng đỏ (Tutufa lissostoma), ốc bùn (Niotha, Zeuxis), ốc ngọc (Natica và Polinices didyma) lại là tetrodotoxin. Hai độc tố này đều thuộc loại độc tố thần kinh cực mạnh, không hề bị phân hủy, biến tính trong quá trình xử lý ở nhiệt độ cao nên vẫn tồn tại trong sản phẩm thức ăn đã được chế biến, xào nấu hay thậm chí kể cả sản phẩm cấp đông, đóng hộp.
Làm gì khi bị ngộ độc?
Sau khi ăn phải thực phẩm biển có chứa độc tố tetrodotoxin hay saxitoxin, triệu chứng ngộ độc xảy ra trong vòng 20 phút đến 3 giờ, nạn nhân có cảm giác tê, rát bỏng ở môi và đầu lưỡi. Hiện tượng tê, rát bỏng lan dần đến chân tay, đôi lúc có kèm đau đầu, đau bụng, đau cánh tay, đi đứng loạng choạng, nôn mửa dữ dội rồi khó thở, hôn mê, hô hấp ngưng trệ do bị tê liệt... Nạn nhân có thể chết sau 30 phút hoặc 8 giờ nếu không được cấp cứu kịp thời.
Hiện chưa có thuốc giải đặc hiệu cho các trường hợp ngộ độc do độc tố tetrodotoxin và saxitoxin. Biện pháp chữa trị y khoa hữu hiệu nhất là kích thích phản ứng nôn cho nạn nhân (nôn càng nhiều càng tốt), súc rửa dạ dày bằng than hoạt tính để thải loại bớt chất độc. Nếu nạn nhân có biểu hiện khó thở, lập tức phải tiến hành hô hấp nhân tạo, cho thở bằng máy.
Phòng bệnh hơn chữa bệnh nên trước hết chúng ta cần hết sức thận trọng, tránh tò mò cầm nắm, đụng chạm vào những loài ốc lạ, màu sắc sặc sỡ... Tuyệt đối không ăn những loài nghi ngờ có độc hay chưa được kiểm chứng an toàn thực phẩm. Mặt khác, sau khi ăn bất cứ loài ốc biển nào mà bạn cảm thấy có triệu chứng như đã mô tả ở trên, lập tức phải đến cơ sở y tế gần nhất để được hỗ trợ điều trị kịp thời, tránh xảy ra chuyện đáng tiếc.